# Nova Campina (ort)
Nova Campina är en ort i Brasilien.   Den ligger i kommunen Nova Campina och delstaten São Paulo, i den södra delen av landet, 900 km söder om huvudstaden Brasília. Nova Campina ligger 834 meter över havet och antalet invånare är 8 515.
Terrängen runt Nova Campina är lite kuperad, och sluttar norrut. Närmaste större samhälle är Itapeva, 15,6 km norr om Nova Campina.
I omgivningarna runt Nova Campina växer i huvudsak städsegrön lövskog. Runt Nova Campina är det ganska glesbefolkat, med 22 invånare per kvadratkilometer.